# Yves Meyer
Yves Meyer (Párizs, 1939. július 19. –) francia matematikus. A waveletek (hullámocskák) matematikai elméletének kidolgozásában szerzett érdemeiért 2017-ben Abel-díjat kapott.

## Életrajz
Párizsban született, de Tuniszban nőtt fel. A Lycée Carnotba járt, és egy országos versenyen elnyert első helyezésével lehetőséget kapott arra, hogy elit iskolákban tanuljon, ógörögül és franciául. Itt az elit egyetemre való felkészüléshez elég volt neki egy év. 1957-től 1960-ig az École normale supérieure hallgatója volt. Szaktanári vizsgáit letéve (Agrégation) három évig tanított La Flèche településen a Prytanée Militaire iskolában. Itt írta meg disszertációját, és vették fel a nemzeti CNRS kutatószervezetbe.
Tudományos pályafutása során több neves francia egyetemen dolgozott, Strasbourgban (1963–1966), Orsay-ban (1966–1980), az École Polytechnique-en (1980–1986), a Paris-Dauphine Egyetemen (1985–1995), és az École normale supérieure de Cachanban, ahol végül professor emeritus címet kapott. 1966-ban a Strasbourg-i Egyetemen szerezte meg doktori címét. Témavezetője Jean-Pierre Kahane volt, de inkább saját maga képezte magát. 1993-ban a Francia Természettudományi Akadémia tagjává választották. Munkásságával több neves elismerést is kiérdemelt. 1970-ben Salem-díjat, 2010-ben pedig Gauss-díjat, majd 2017-ben a legmagasabb matematikai elismerést az Abel-díjat is neki adományozták.
Doktoranduszai közé tartoznak Jean-Paul Allouche, Guy David, Jean-Lin Journé, Philippe Tchamitchian, Pascal Auscher, Marco Cannone, Stéphane Jaffard és Albert Cohen. Nős, és két gyerek apja.

## Munkássága
Ingrid Daubechies-vel, Jean Morlet-val, Alex Grossmann-nal és társaival a wavelet-transzformációk úttörője volt az 1980-as években. Ez azzal kezdődött, hogy olvasta Morlet és Grossmann egy íráősát, ami után kapcsolatba lépett a szerzőkkel. Stéphane Mallat-val kifejlesztette a multiskála-approximációt a waveletek felhasználásával, és Pierre Gilles Lemarié-Rieusset-vel megmutatta, hogy a waveletek ortonormált bázisokat alkothatnak. Ronald Coifmannel közösen bevezette a wavelet-csomagokat, és a lokális trigonometriai bázisokat. 2001-ben kifejlesztett egy eljárást a képfeldolgozásra, ami elemezte a képregények képeit (szakaszonként folytonos geometriai komponensek) és a textúrákat (gyorsan oszcilláló függvények).
Munkásságának kezdetén és doktori értekezésében a harmonikus analízis alkalmazásával foglalkozott a számelméletben, például a diofantoszi approximációhoz. Példát talált olyan {\displaystyle k_{n}\in \mathbb {R} } számsorozatokra, amelynek tagjai tetszőlegesen közel kerülnek egész számokhoz, és amelyekre teljesül, hogy {\displaystyle t\cdot k_{n}} törtrészei akkor és csak akkor oszlanak el egyenletesen az egységintervallumon, ha {\displaystyle t\in \mathbb {R} } transzcendens. Az 1970-es évektől kezdve elkezdte kifejleszteni elméletét a modellhalmazokról (Model Sets, Meyer Sets). Ezek a ponthalmazok a számelméletben általánosítják a rácsokat, de alacsonyabb szimmetriával bírnak. Később a kvázikristályok és más aperiodikus struktúrák körében a modellhalmazok alkalmazásra is találtak. Ezeket a témákat a waveletek elméletébe is továbbvitte.
Az analízisben Ronald Coifman és Alan McIntosh közreműködésével bizonyította a Cauchy-integráloperátor folytonosságát. Ez egy központi probléma volt Alberto Calderón és Antoni Zygmund elméletében a szinguláris integráloperátokról. Meyer tanítványai is foglalkoztak ezzel az elmélettel; maga Meyer az 1970-es évek közepétől az 1980-as évek közepéig főként ezzel foglalkozott. Meyer később belátta, hogy a waveletek elmélete egy különösen egyszerű felbontást ad a Calderon-Zygmund-típusú operátorokra.
Marco Cannone-nal a harmonikus analízis módszereit és a waveletek elméletének módszereit alkalmazta a Navier-Stokes-egyenlet kezdetiérték-problémájára.

## Tagságai, elismerései
1986 óta az Académie des sciences levelező és 1993 óta rendes tagja. 1970-ben elnyerte a Salem-díjat, ami a harmonikus analízisért adható legmagasabb nemzetközi elismerés; 1972-ben a Prix Carrière-t, és 1984-ben a Grand Prixet az Académie des sciences-től. 2010-ben a Carl-Friedrich-Gauß-díjat nyerte Hyderabadban a Nemzetközi Matematikuskongresszuson. Az American Academy of Arts and Sciences tagja és a Universidad Autonoma de Madrid díszdoktora. 2000-ben plenáris előadást tartott Barcelonában az Európai Matematikuskongresszuson (The role of oscillations in some nonlinear problems). 1983-ban Varsóban a Nemzetközi matematikuskongresszuson meghívott előadóként tartott előadást (Intégrales singulières, opérateurs multilinéares, analyse complexe et équations aux derivées partielles), 1970-ben Nizzában (Nombres de Pisot et analyse harmonique) és 1990-ben Kiotóban. Az American Mathematical Society Fellowja. 2014-ben a National Academy of Sciences külföldi tagjává választotta. 2017-ben március 21-én megkapta az Abel-díjat, amit előreláthatólag május 23-án adnak át.

## Publikációi
Könyvek:
- Nombres de Pisot, Nombres de Salem et analyse harmonique (Cours Peccot am Collège de France 1969), Springer, Lecturenotes in Mathematics Bd. 117, 1970
- Algebraic Numbers and harmonic analysis, North Holland 1972
- Ronald Coifman közreműködésével: Ondelettes et opérateurs, Paris, Hermann 1990, 1991
- Ronald Coifmannel közösen: Wavelets. Calderón-Zygmund and Multilinear Operators, Cambridge University Press 1997
- Wavelets and Operators, Cambridge Studies in Advanced Mathematics 37, Cambridge University Press, Cambridge Studies in Advanced Mathematics, 1992, 1995
- Stephane Jaffard, Robert Ryan társszerzőkkel: Wavelets – tools for science and technology, SIAM 2001
- Wavelets – algorithms and applications, SIAM 1993
- Oscillating Patterns in Image Processing and Nonlinear Evolution Equations, American Mathematical Society 2001
- Meyer (Y.), Wavelets and Operators, Cambridge University Press, 1992.[13]

Cikkek:
- R. Coifman, A. MacIntosh közreműködésével: L'intégrale de Cauchy définit un opérateur borné sur {\displaystyle L^{2}} pour les courbes Lipschitziennes, Annals of Mathematics, 116. kötet, 1982, 361-387
- Közösen R. Coifmannel, Pierre-Louis Lions-al, Stephen Semmes-mel: Compensated compactness and Hardy spaces, J. Math. Pures Appl., 247. kötet, 1993, 247-293
- M. Cannone közreműködésével: Littlewood-Paley decomposition and Navier-Stokes equations, Methods and Applications of Analysis, 2. kötet, 1995, 307-319
- Oscillating patterns in some nonlinear evolution equations, in: Marco Cannone, Tetsuro Miyakawa (Hrsg.): Mathematical foundations of turbulent viscous flows, CIME Summer School, Martina Franca 2003, Lecture notes in mathematics 1871, Springer 2006, 101-187

## Fordítás
- Ez a szócikk részben vagy egészben  a   Yves Meyer című angol Wikipédia-szócikk ezen változatának fordításán alapul.  Az eredeti cikk szerkesztőit annak laptörténete sorolja fel. Ez a jelzés csupán a megfogalmazás eredetét és a szerzői jogokat jelzi, nem szolgál a cikkben szereplő információk forrásmegjelöléseként.
- Ez a szócikk részben vagy egészben  a   Yves Meyer című német Wikipédia-szócikk fordításán alapul.  Az eredeti cikk szerkesztőit annak laptörténete sorolja fel. Ez a jelzés csupán a megfogalmazás eredetét és a szerzői jogokat jelzi, nem szolgál a cikkben szereplő információk forrásmegjelöléseként.